# Tekeze-Talsperre
Die Tekeze-Talsperre an der Grenze zwischen den äthiopischen Verwaltungsregionen Amhara und Tigray war von Februar 2009 bis Dezember 2016 mit 188 m Höhe die höchste Talsperre Afrikas. Sie steht in rund 1000 m Höhe am östlichen Hang des Ras-Daschän-Massivs, des mit 4533 m höchsten Berges Äthiopiens, und staut den Tekeze, einen Zufluss des Atbara, der in den Nil mündet. Sie wird in Afrika in ihrer Höhe von der Talsperre Gilgel Gibe III übertroffen.

## Beschreibung
Die Tekeze-Talsperre dient in erster Linie der Stromerzeugung. Sie hat ein Einzugsgebiet von 30.390 km² mit einem mittleren jährlichen Niederschlag von 850 mm, der sich allerdings fast ausschließlich auf die Regenzeit in den Monaten Juli, August und September konzentriert. Der Stausee füllt das enge und gewundene Gebirgstal des Tekeze über eine Länge von 70 km. Sein Stauvolumen beträgt maximal 9.310 Mio. m³, wovon 5.343 Mio. m³ für den Betrieb des Kraftwerks verwendet werden können.
Die doppelt gekrümmte Bogenstaumauer aus Beton ist 188 m hoch und hat eine Kronenlänge von 420 m. Sie ist an der Basis 28 m und an der Krone 5,6 m stark.  Die Betonarbeiten für die Staumauer dauerten 36 Monate. Sie hat etwa auf halber Höhe vier untere Auslasstore mit einem Querschnitt von 8 m × 5,6 m.
Von dem 75 m hohen Einlassbauwerk läuft das Wasser durch Druckstollen und einen vertikalen Druckschacht zu einer Kaverne mit 4 Francisturbinen mit einer Leistung von je 75 MW. Über eine Freiluftschaltanlage und eine 105 km lange Hochspannungsleitung wird der Strom in Mek’ele in das äthiopische Stromnetz gespeist.

## Einzelheiten aus dem Bauablauf
Vor dem Bau der Staumauer musste zunächst eine 40 km lange Zufahrtsstraße angelegt werden. Anschließend wurde der Fluss in zwei Tunnel mit 7,0 bzw. 7,8 m Durchmesser und Längen von 430 bzw. 370 m umgeleitet. Um Kosten zu sparen, wurden die Tunnel nur auf der Basis der geringen Wassermengen der Trockenzeit bemessen. Auf die ursprünglich vorgesehenen größeren Tunnelquerschnitte und auf breite Ablasstore im Staudamm wurde verzichtet. Stattdessen wurden die Betonarbeiten im unteren Teil des Damms so gestaffelt, dass drei Betonierblöcke deutlich tiefer lagen als die anderen. Während der Flutperiode 2006 floss das Hochwasser über diese tieferen Betonierblöcke ab, ohne nennenswerten Schaden anzurichten. Für die Flutperiode 2007 hatte man in der inzwischen höheren Staumauer zwei Betonierblöcke offen gelassen. Dadurch konnte mit der Füllung des Stausees vor dem zunächst als Schwergewichtsstaumauer dienenden unteren Teil der Staumauer schon begonnen werden, während die Betonierarbeiten weiter fortschritten. Das nächste Hochwasser floss 81 Tage lang über die beiden Betonierblöcke und die kleinen Umleitungstunnel ab, wobei sich bis zu 1.313 m³/s in die Schlucht unterhalb der Staumauer ergossen. Dabei erlitten die Oberflächen der Betondurchlässe nur leichte Schäden durch Kavitation, die im Zuge der weiteren Arbeiten problemlos beseitigt werden konnten.
Durch diese Arbeitsabläufe konnte die Füllung des Stausees wesentlich früher als sonst abgeschlossen werden und die Stromerzeugung entsprechend früher beginnen.

## Beteiligte
1995 wurden nach der Auswahl des Ortes des Projektes die ersten Planungen erstellt. 1998 begann das Ingenieurbüro MWH mit der Überarbeitung dieser Entwürfe und den Planungen für die Staumauer. 2002 wurde bekanntgegeben, dass die staatliche Ethiopian Electric Power Corporation (EEPCo) einem Joint Venture aus mehreren chinesischen und einer äthiopischen Firma den Zuschlag für das Projekt erteilt hatte. Zu diesem Joint Venture gehörten Sinohydro – CWHEC, CGGC, China Wanbao Engineering Corp., JPPC und CCC. Lieferant der Turbinen war Dongfang. Unter den unterlegenen Bietern waren Strabag, Salini Impregilo, Kajima, Enka und Skanska.
Die auf 365 Mio. US$ geschätzten Kosten des Projektes (einschließlich Planung, Bauleitung etc.) wurden angeblich vollständig von Äthiopien finanziert. Manche nehmen jedoch an, dass günstige chinesische Kredite eine wesentliche Rolle spielten.
Äthiopien konnte 2009/10 noch weitere Wasserkraftwerke einweihen: Gilgel Gibe II mit 420 MW und Tana Beles mit 460 MW. Strom, der in Äthiopien nicht gebraucht wird, soll nach Djibouti exportiert werden.